# گوگچین
گوگچین یا گوکچین نام روستایی است در دهستان کاهشنگ از توابع بخش مرکزی شهرستان بیرجند، واقع در استان خراسان جنوبی که بر پایه سرشماری عمومی نفوس و مسکن در سال ۱۳۸۵ جمعیت آن ۲۷۳ نفر (در ۸۷ خانوار)  و طبق سرشماری عمومی نفوس و مسکن در سال ۱۳۹۵ جمعیت آن ۱۹۰ نفر (در ۷۵ خانوار) بوده‌است.
این روستا در ۴۵ کیلومتری مرکز استان خراسان جنوبی (بیرجند) قرار دارد.
منطقه کوهستانی دارد.
جاده آسفالته دارد.
دارای برق گاز تلفن ثابت و آنتن دهی همراه می‌باشد. به دلیل خشکسالی های پیاپی هم اکنون با تانکر دو بار در هفته آب رسانی میشود.
دارای هشت شهید می‌باشد.